# (34301) 2000 QO171
2000 QO171 (asteroide 34301) é um asteroide da cintura principal. Possui uma excentricidade de 0.00365490 e uma inclinação de 4.52557º.
Este asteroide foi descoberto no dia 31 de agosto de 2000 por LINEAR em Socorro.